# Matachia marplesi
Matachia marplesi là một loài nhện trong họ Desidae.
Loài này thuộc chi Matachia. Matachia marplesi được miêu tả năm 1970 bởi Raymond Robert Forster.